# İpek Soylu

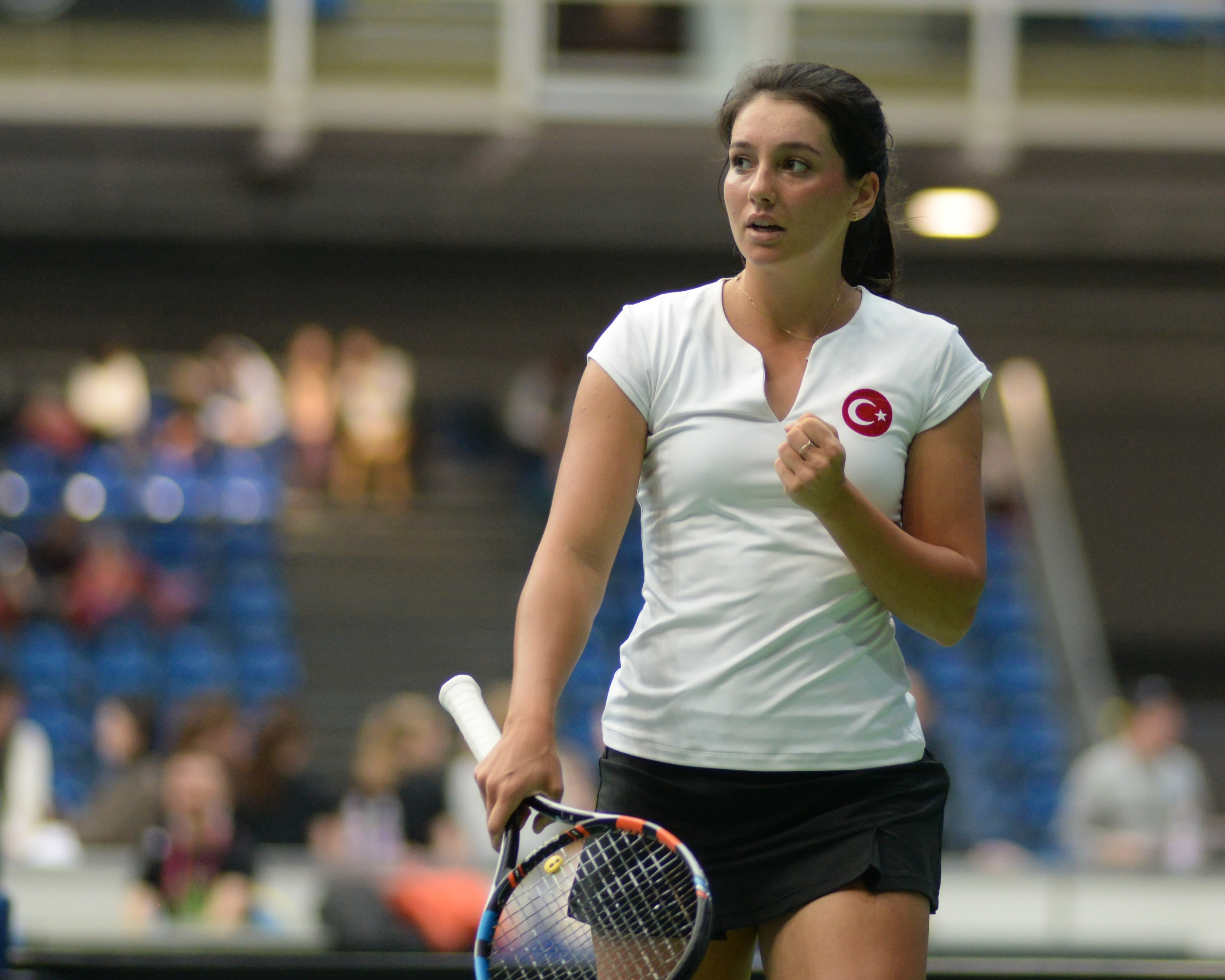
İpek Soylu amb la samarreta nacional. Soylu també juga per a la selecció nacional de tennis de Turquia.

İpek Soylu (Adana, 15 d'abril de 1996) és una exjugadora de tennis turca, guanyadora en dobles de la Copa Istanbul, un torneig de WTA, en l'edició 2016.
Pertanyent al club de tennis Enkaspor, ha guanyat un total de vuit títols individuals i nou de dobles en el circuit ITF. El seu èxit més gran és el títol de US Open 2014 en categoria de dobles femenins júnior amb Jil Teichmann. Va debutar amb l'equip turc de la Fed Cup ben jove. Es va retirar del tennis professional el setembre de 2022 amb només 26 anys.

## Palmarès

### Dobles femenins: 3 (3−0)
| Llegenda                                             |
| ---------------------------------------------------- |
| Grand Slam (0−0)                                     |
| WTA Tour Championships / WTA Finals (0−0)            |
| WTA Tournament of Champions / WTA Elite Trophy (1−0) |
| Premier Mandatory (0−0)                              |
| Premier 5 (0−0)                                      |
| Premier (0−0)                                        |
| International (2−0)                                  |

| Títols per superfície |
| --------------------- |
| Dura (2−0)            |
| Gespa (0−0)           |
| Terra batuda (1−0)    |

| Resultat   | Núm. | Data                  | Torneig                        | Superfície   | Parella      | Oponents                     | Marcador         |
| ---------- | ---- | --------------------- | ------------------------------ | ------------ | ------------ | ---------------------------- | ---------------- |
| Guanyadora | 1.   | 24 d'abril de 2016    | Istanbul, Turquia              | Terra batuda | Andreea Mitu | Xenia Knoll Danka Kovinić    | Renúncia         |
| Guanyadora | 2.   | 1 d'octubre de 2016   | Taixkent, Uzbekistan           | Dura         | Raluca Olaru | Demi Schuurs Renata Voráčová | 7−5, 6−3         |
| Guanyadora | 3.   | 6 de novembre de 2016 | WTA Elite Trophy, Zhuhai, Xina | Dura (i)     | Xu Yifan     | Yang Zhaoxuan You Xiaodi     | 6−4, 3−6, [10−7] |